# Ozon (Hautes-Pyrénées)
Pour les articles homonymes, voir Ozon.
Ozon est une commune française située dans le centre du département des Hautes-Pyrénées, en région Occitanie.
Sur le plan historique et culturel, la commune est dans la région des Baronnies, dont le nom est issu d’une légende selon laquelle quatre seigneurs du Moyen Âge avaient pour habitude de festoyer ensemble aux sources de l’Arros, chacun d’eux gardant un pied sur sa terre et l’autre sur celle du voisin. Exposée à un climat océanique altéré, elle est drainée par l'Arros, le Bouès, le Lène, l'Arrédou et par divers autres petits cours d'eau. La commune possède un patrimoine naturel remarquable composé de quatre zones naturelles d'intérêt écologique, faunistique et floristique.
Ozon est une commune rurale qui compte 243 habitants en 2022, après avoir connu un pic de population de 853 habitants en 1866. Elle fait partie de l'aire d'attraction de Tarbes..
Ses habitants sont appelés les Ozonnais.

## Géographie

### Localisation
La commune d'Ozon se trouve dans le département des Hautes-Pyrénées, en région Occitanie.
Elle se situe à 16 km à vol d'oiseau de Tarbes, préfecture du département, et à 1 km de Tournay, bureau centralisateur du canton de la Vallée de l'Arros et des Baïses dont dépend la commune depuis 2015 pour les élections départementales.
La commune fait en outre partie du bassin de vie de Tournay.
Les communes les plus proches sont : 
Lanespède (1,2 km), Tournay (1,4 km), Castéra-Lanusse (2,8 km), Ricaud (2,9 km), Peyraube (3,3 km), Bordes (4,0 km), Gourgue (4,2 km), Poumarous (4,2 km).
Sur le plan historique et culturel, Ozon fait partie de l’ancien comté de Bigorre, comté historique des Pyrénées françaises et de Gascogne créé au IXe siècle puis rattaché au domaine royal en 1302, inclus ensuite au comté de Foix en 1425 puis une nouvelle fois rattaché au royaume de France en 1607. La commune est dans le pays de Tarbes et de la Haute Bigorre.

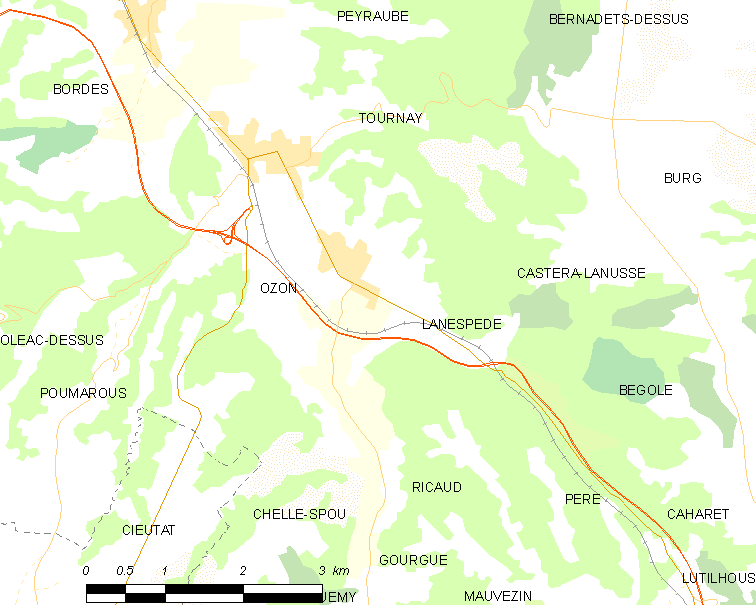
Carte de la commune d'Ozon et des proches communes.

|                      | Tournay | Burg            |
| Poumarous            | Ozon    | Castéra-Lanusse |
| Cieutat, Chelle-Spou | Ricaud  | Lanespède       |

### Paysages et relief

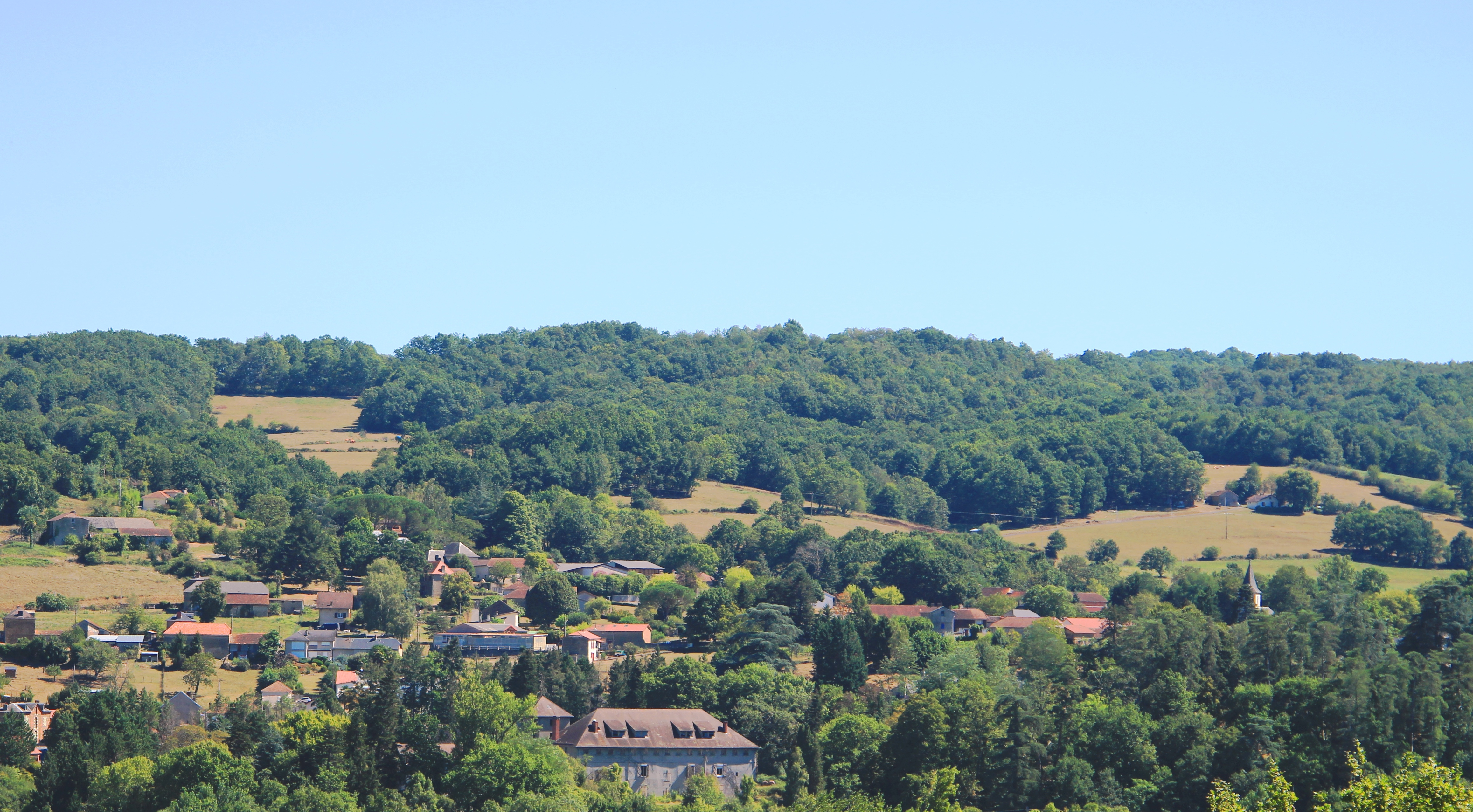
Vue d'Ozon.

### Hydrographie

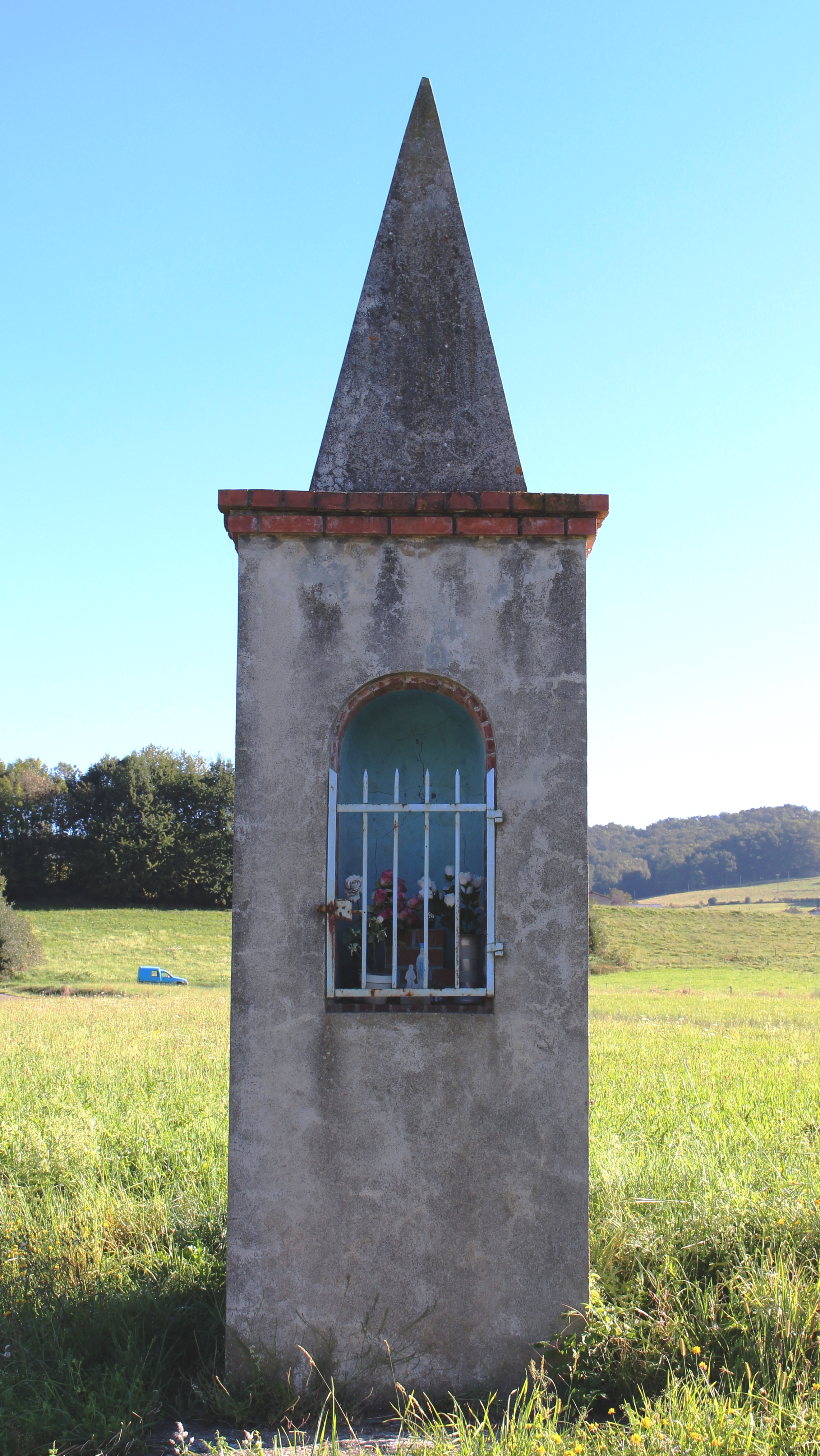
L'oratoire.

Le ruisseau la Lène, affluent droit de l'Arros, conflue sur la commune.
     
Le ruisseau du Bouès, affluent droit de l'Arros, traverse le territoire du sud au nord à l'extrémité est de la commune et forme la limite est avec la commune de Burg.
     
Le ruisseau de l'Arrédou, affluent gauche de l'Arros, traverse le territoire de la commune du sud au nord et forme la limite ouest avec la commune de Poumarous.
     
La rivière de  l'Arros et son affluent droit le Marcadieu traversent la commune du sud au nord en son centre.
     
Un autre petit ruisseau, la Goute, traverse la commune et forme une partie de la limite sud avec la commune de Lanespède. Idem pour le Houquilon qui forme une partie de la limite nord avec la commune de Tournay.

### Climat
Le climat qui caractérise la commune est qualifié, en 2010, de « climat océanique altéré », selon la typologie des climats de la France qui compte alors huit grands types de climats en métropole. En 2020, la commune ressort du même type de climat dans la classification établie par Météo-France, qui ne compte désormais, en première approche, que cinq grands types de climats en métropole. Il s’agit d’une zone de transition entre le climat océanique et les climats de montagne et le climat semi-continental. Les écarts de température entre hiver et été augmentent avec l'éloignement de la mer. La pluviométrie est plus faible qu'en bord de mer, sauf aux abords des reliefs.
Les paramètres climatiques qui ont permis d’établir la typologie de 2010 comportent six variables pour les températures et huit pour les précipitations, dont les valeurs correspondent à la normale 1971-2000. Les sept principales variables caractérisant la commune sont présentées dans l'encadré ci-après.
| Paramètres climatiques communaux sur la période 1971-2000 - Moyenne annuelle de température : 12,4 °C - Nombre de jours avec une température inférieure à −5 °C : 1,9 j - Nombre de jours avec une température supérieure à 30 °C : 5,4 j - Amplitude thermique annuelle : 14,9 °C - Cumuls annuels de précipitation : 997 mm - Nombre de jours de précipitation en janvier : 10,5 j - Nombre de jours de précipitation en juillet : 7,3 j |

Avec le changement climatique, ces variables ont évolué. Une étude réalisée en 2014 par la Direction générale de l'Énergie et du Climat complétée par des études régionales prévoit en effet que la  température moyenne devrait croître et la pluviométrie moyenne baisser, avec toutefois de fortes variations régionales. Ces changements peuvent être constatés sur la station météorologique de Météo-France la plus proche, « Tournay », sur la commune de Tournay, mise en service en 1970 et qui se trouve à 1 km à vol d'oiseau,, où la température moyenne annuelle est de 12,9 °C et la hauteur de précipitations de 998,7 mm pour la période 1981-2010.
Sur la station météorologique historique la plus proche, « Tarbes-Lourdes-Pyrénées », sur la commune d'Ossun, mise en service en 1946 et à 23 km, la température moyenne annuelle évolue de 12,2 °C pour la période 1971-2000, à 12,6 °C pour 1981-2010, puis à 12,9 °C pour 1991-2020.

### Milieux naturels et biodiversité
L’inventaire des zones naturelles d'intérêt écologique, faunistique et floristique (ZNIEFF) a pour objectif de réaliser une couverture des zones les plus intéressantes sur le plan écologique, essentiellement dans la perspective d’améliorer la connaissance du patrimoine naturel national et de fournir aux différents décideurs un outil d’aide à la prise en compte de l’environnement dans l’aménagement du territoire.
Une ZNIEFF de type 1 est recensée sur la commune :
le « cours amont du Bouès » (162 ha), couvrant 9 communes du département et trois ZNIEFF de type 2, : 
- les « coteaux de Capvern à Betplan » (10 246 ha), couvrant 46 communes dont huit dans le Gers et 38 dans les Hautes-Pyrénées[20] ;
- le « cours de l'Arros » (1 675 ha), couvrant 41 communes dont 20 dans le Gers et 21 dans les Hautes-Pyrénées[21] ;
- le « plateau et vallons des Coustalats » (7 832 ha), couvrant 25 communes du département[22].

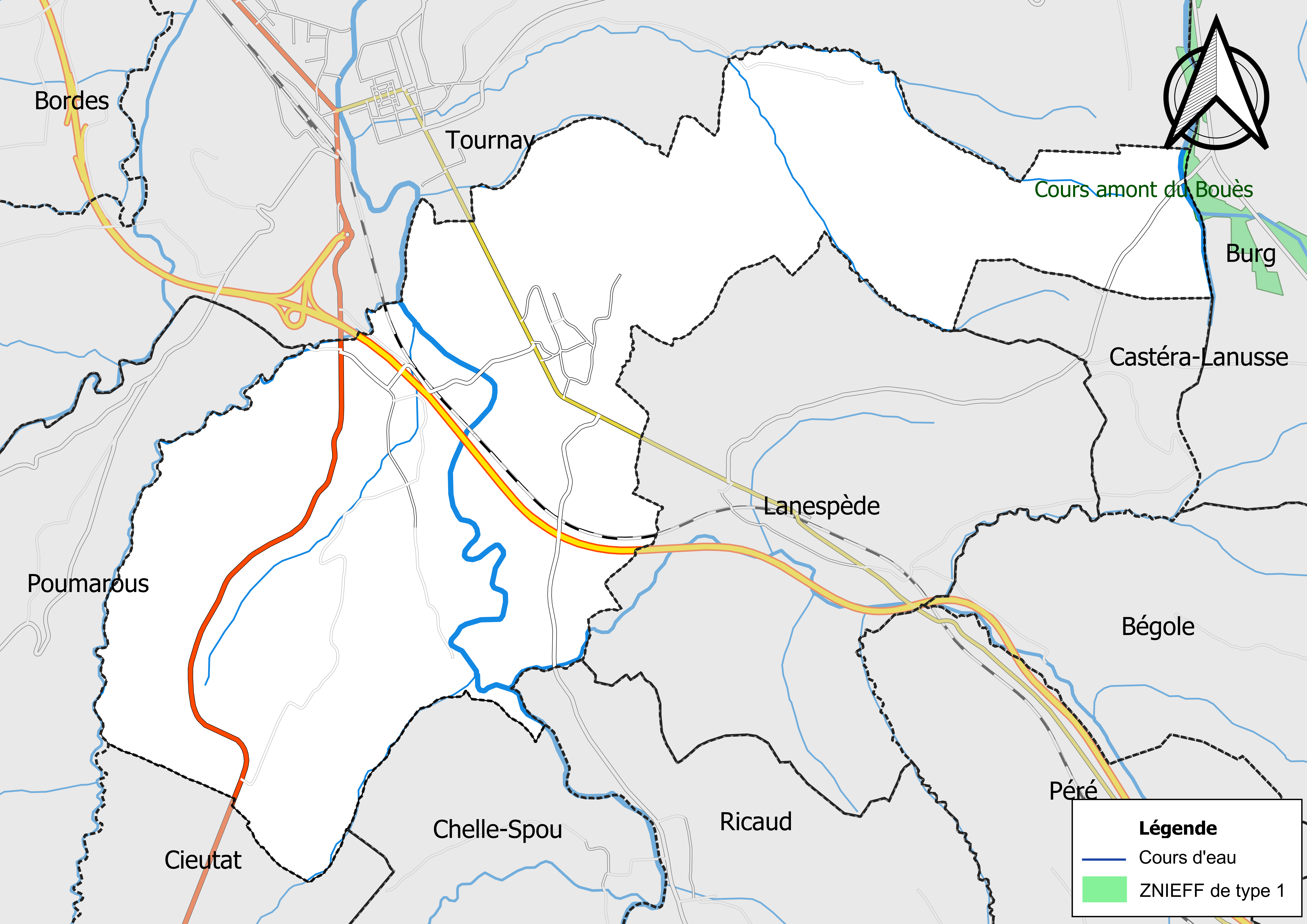
Carte de la ZNIEFF de type 1 sur la commune.
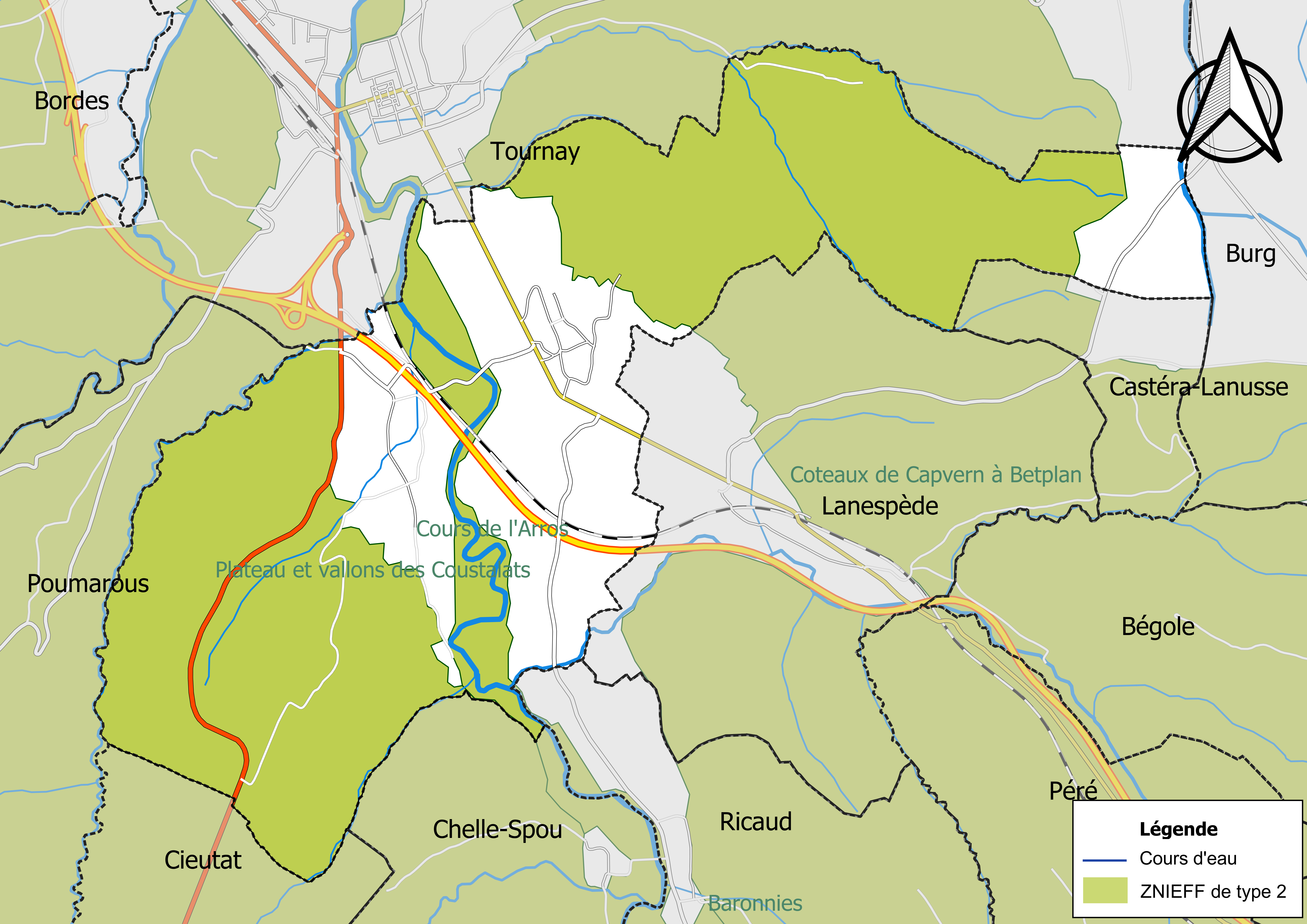
Carte des ZNIEFF de type 2 sur la commune.

## Urbanisme

### Typologie
Au 1er janvier 2024, Ozon est catégorisée commune rurale à habitat dispersé, selon la nouvelle grille communale de densité à sept niveaux définie par l'Insee en 2022.
Elle est située hors unité urbaine. Par ailleurs la commune fait partie de l'aire d'attraction de Tarbes, dont elle est une commune de la couronne,. Cette aire, qui regroupe 153 communes, est catégorisée dans les aires de 50 000 à moins de 200 000 habitants,.

### Occupation des sols
L'occupation des sols de la commune, telle qu'elle ressort de la base de données européenne d’occupation biophysique des sols Corine Land Cover (CLC), est marquée par l'importance des territoires agricoles (56,5 % en 2018), en augmentation par rapport à 1990 (53,2 %). La répartition détaillée en 2018 est la suivante : 
forêts (39,6 %), zones agricoles hétérogènes (33 %), prairies (14,9 %), terres arables (8,6 %), zones urbanisées (4 %).
L'IGN met par ailleurs à disposition un outil en ligne permettant de comparer l’évolution dans le temps de l’occupation des sols de la commune (ou de territoires à des échelles différentes). Plusieurs époques sont accessibles sous forme de cartes ou photos aériennes : la carte de Cassini (XVIIIe siècle), la carte d'état-major (1820-1866) et la période actuelle (1950 à aujourd'hui).

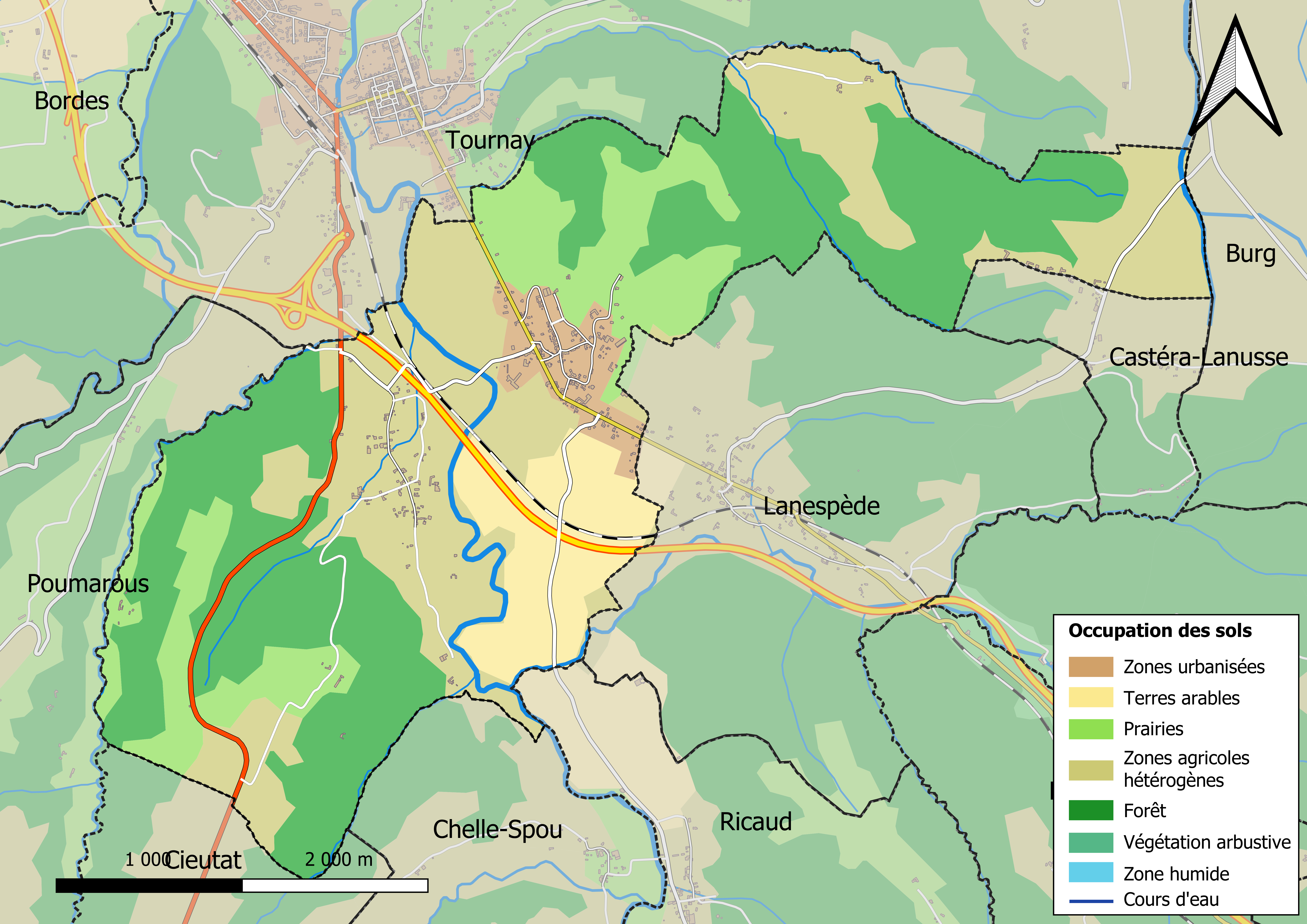
Carte des infrastructures et de l'occupation des sols en 2018 (CLC) de la commune.
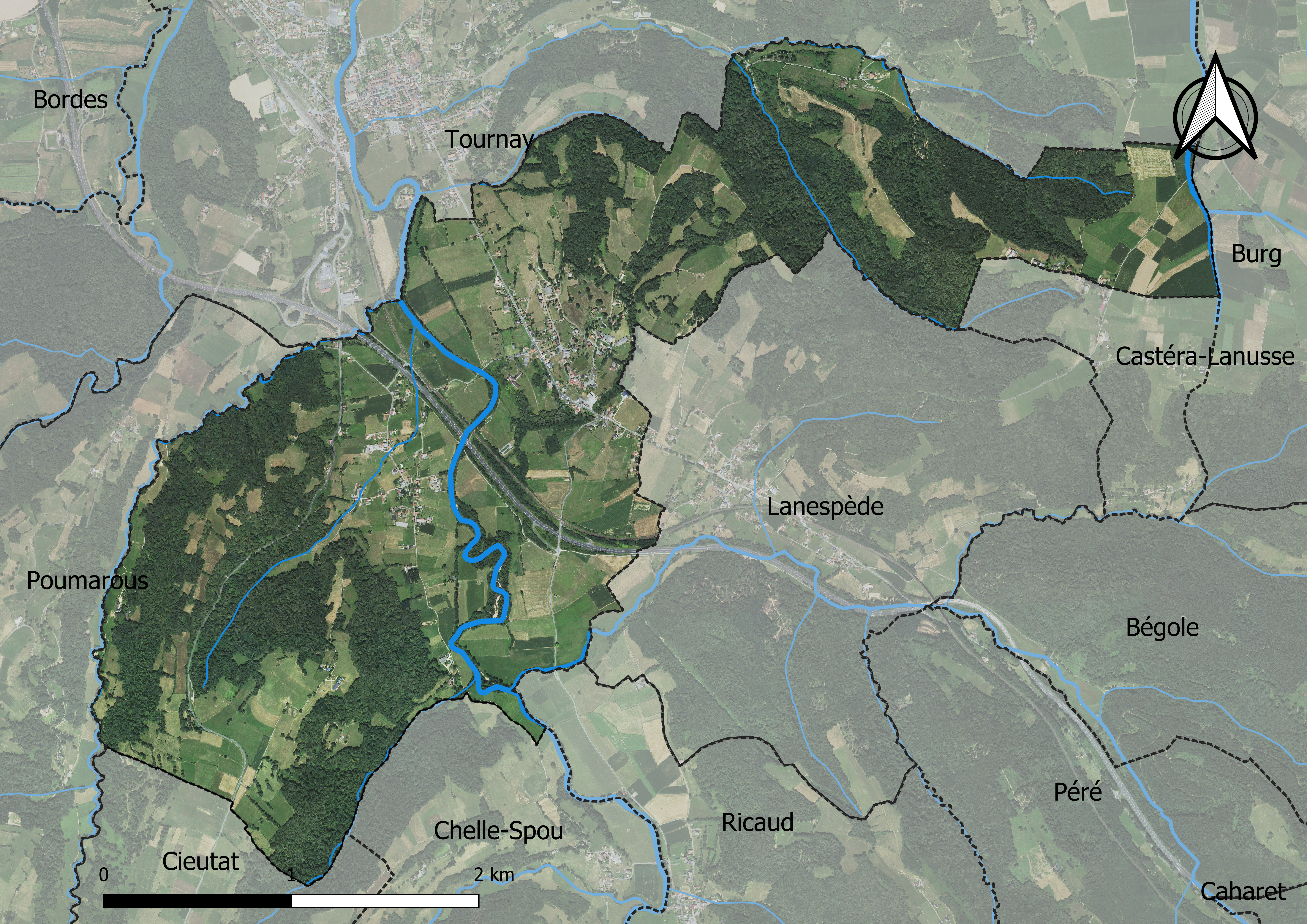
Carte orthophotogrammétrique de la commune.

### Logement
En 2012, le nombre total de logements dans la commune est de 145.

Parmi ces logements, 81,6 % sont des résidences principales, 8,5 % des résidences secondaires et 9,9 % des logements vacants.

### Voies de communication et transports

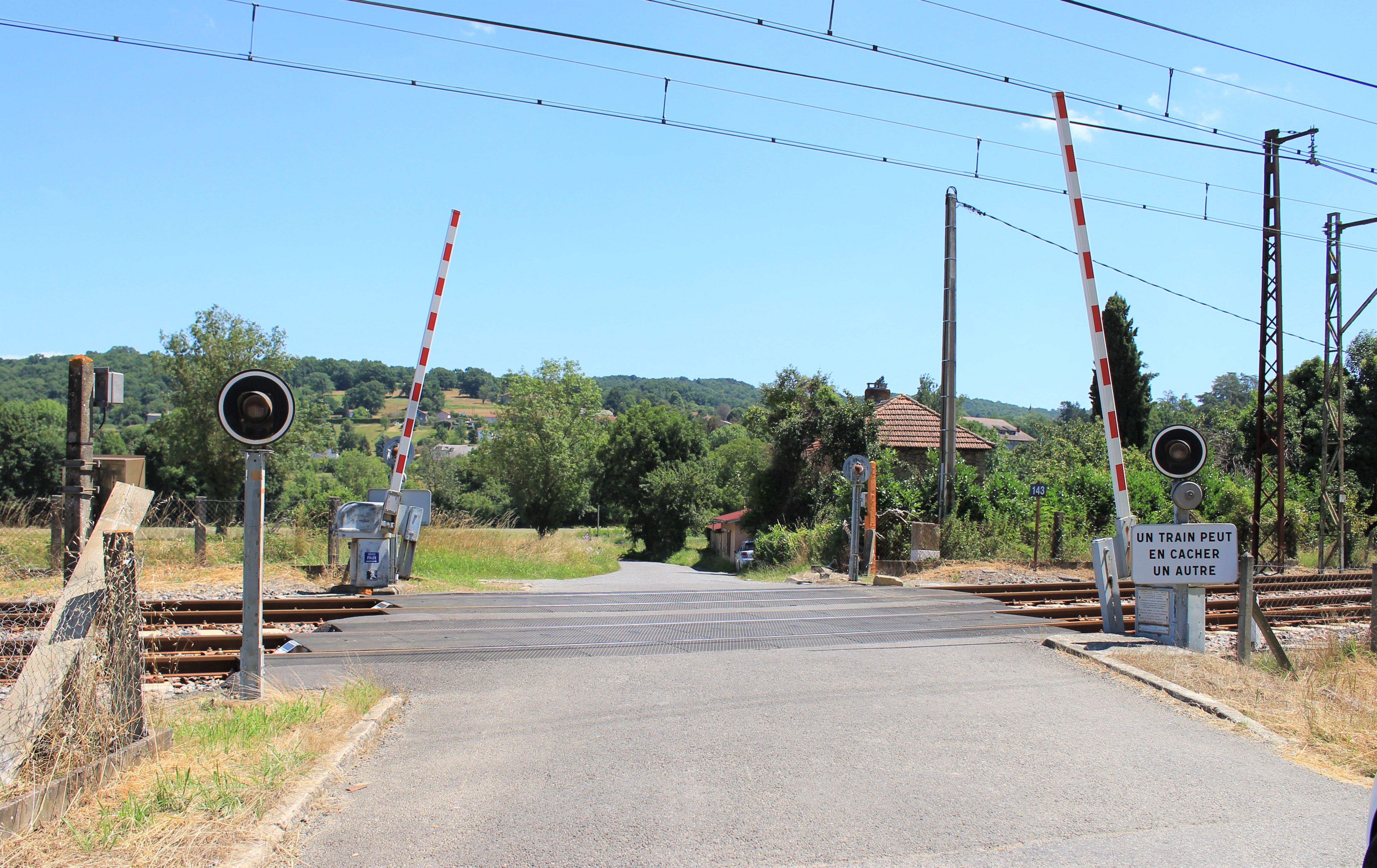
Passage à niveau de la ligne de Toulouse à Bayonne.

Cette commune est desservie par la route départementale D 817 et par les routes départementales D 14 et D 20.

### Risques majeurs
Le territoire de la commune d'Ozon est vulnérable à différents aléas naturels : météorologiques (tempête, orage, neige, grand froid, canicule ou sécheresse), inondations, mouvements de terrains et séisme (sismicité modérée). Il est également exposé à un risque technologique,  le transport de matières dangereuses. Un site publié par le BRGM permet d'évaluer simplement et rapidement les risques d'un bien localisé soit par son adresse soit par le numéro de sa parcelle.

#### Risques naturels
Certaines parties du territoire communal sont susceptibles d’être affectées par le risque d’inondation par débordement de cours d'eau, notamment l'Arros, le Bouès, le Lène. La cartographie des zones inondables en ex-Midi-Pyrénées réalisée dans le cadre du XIe Contrat de plan État-région, visant à informer les citoyens et les décideurs sur le risque d’inondation, est accessible sur le site de la DREAL Occitanie. La commune a été reconnue en état de catastrophe naturelle au titre des dommages causés par les inondations et coulées de boue survenues en 1982, 1998, 1999, 2006, 2009, 2011 et 2018,.
Ozon est exposée au risque de feu de forêt. Un plan départemental de protection des forêts contre les incendies a été approuvé par arrêté préfectoral le 21 avril 2020 pour la période 2020-2029. Le précédent couvrait la période 2007-2017. L’emploi du feu est régi par deux types de réglementations. D’abord le code forestier et l’arrêté préfectoral du 27 octobre 2014, qui réglementent l’emploi du feu à moins de 200 m des espaces naturels combustibles sur l’ensemble du département. Ensuite celle établie dans le cadre de la lutte contre la pollution de l’air, qui interdit le brûlage des déchets verts des particuliers. L’écobuage est quant à lui réglementé dans le cadre de commissions locales d’écobuage (CLE).

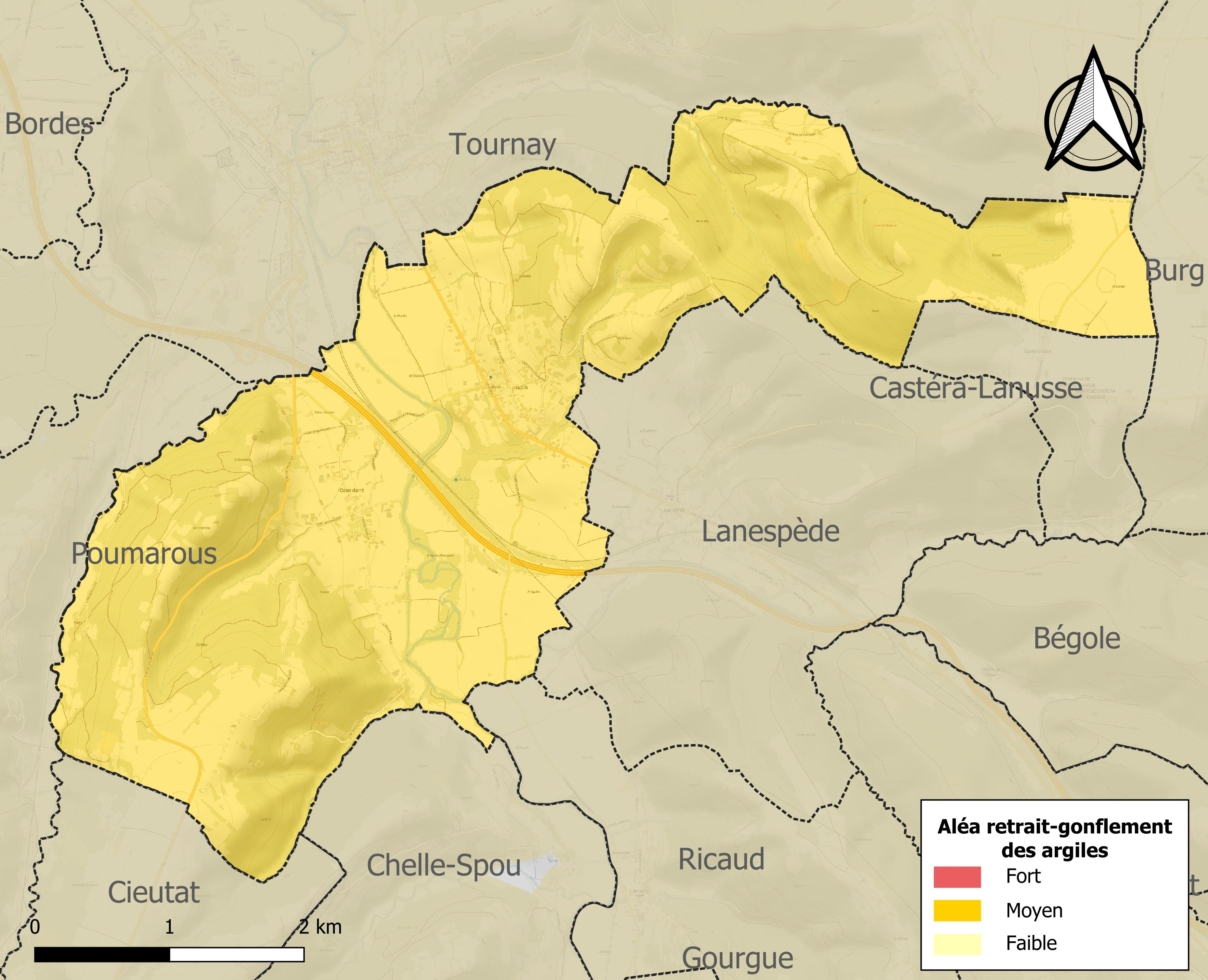
Carte des zones d'aléa retrait-gonflement des sols argileux d'Ozon.

Les mouvements de terrains susceptibles de se produire sur la commune sont des tassements différentiels.
Le retrait-gonflement des sols argileux est susceptible d'engendrer des dommages importants aux bâtiments en cas d’alternance de périodes de sécheresse et de pluie. La totalité de la commune est en aléa moyen ou fort (44,5 % au niveau départemental et 48,5 % au niveau national). Sur les 151 bâtiments dénombrés sur la commune en 2019, 151 sont en aléa moyen ou fort, soit 100 %, à comparer aux 75 % au niveau départemental et 54 % au niveau national. Une cartographie de l'exposition du territoire national au retrait gonflement des sols argileux est disponible sur le site du BRGM,.
Par ailleurs, afin de mieux appréhender le risque d’affaissement de terrain, l'inventaire national des cavités souterraines permet de localiser celles situées sur la commune.
Concernant les mouvements de terrains, la commune a été reconnue en état de catastrophe naturelle au titre des dommages causés par des mouvements de terrain en 1999.

#### Risque technologique
Le risque de transport de matières dangereuses sur la commune est lié à sa traversée par une route à fort trafic et une canalisation de transport d'hydrocarbures. Un accident se produisant sur de telles infrastructures est susceptible d’avoir des effets graves sur les biens, les personnes ou l'environnement, selon la nature du matériau transporté. Des dispositions d’urbanisme peuvent être préconisées en conséquence.

## Toponymie

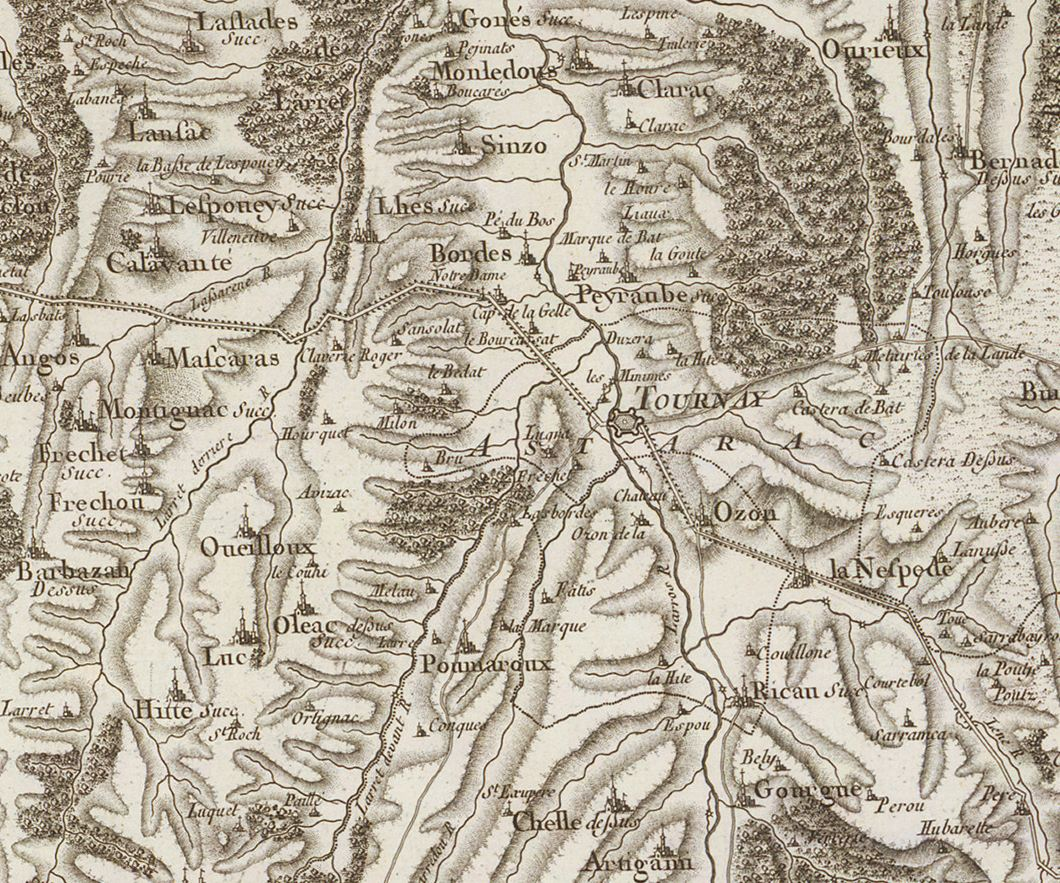
Extrait de la carte de Cassini (entre 1756 et 1789) situant Ozon au sud de Tournay.

On trouvera les principales informations dans le Dictionnaire toponymique des communes des Hautes-Pyrénées de Michel Grosclaude et Jean-François Le Nail qui rapporte les dénominations historiques du village :
Dénominations historiques :
- G. Fuert de Oson (1152, cartulaire de Bigorre) ;
- A. Guillem d’Oson (v. 1184, cartulaire de Bigorre) ;
- De Ozon, d’Ozon (1313, Debita regi Navarre) ;
- De Ozonio, latin (1342, pouillé de Tarbes) ;
- de Ossonio, latin (1369, Larcher, Castelbajac) ;
- Oson (1429, censier Bigorre ; 1614, Guillaume Mauran) ;
- Ouzon (1670, registres paroissiaux) ;
- Ozon (fin XVIIIe siècle, carte de Cassini).

## Histoire
Le tumulus constitue un témoignage de l'époque protohistorique.
L'implantation, en 1955, de l'abbaye des bénédictines fait suite à celle de l'abbaye Notre-Dame de Tournay en 1952.

### Cadastre napoléonien d'Ozon
Le plan cadastral napoléonien d'Ozon est consultable sur le site des archives départementales des Hautes-Pyrénées.

## Politique et administration

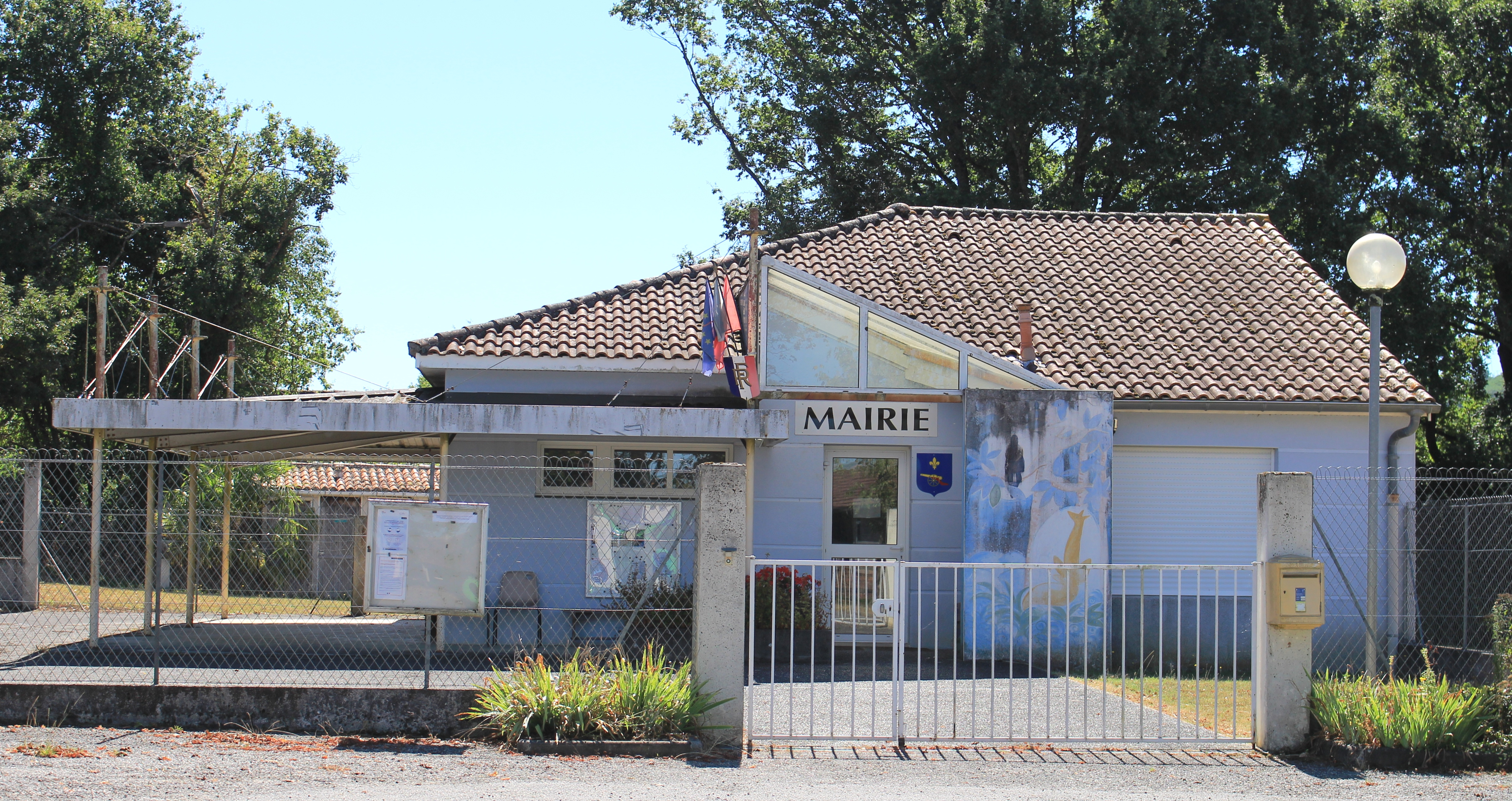
La mairie en 2020.

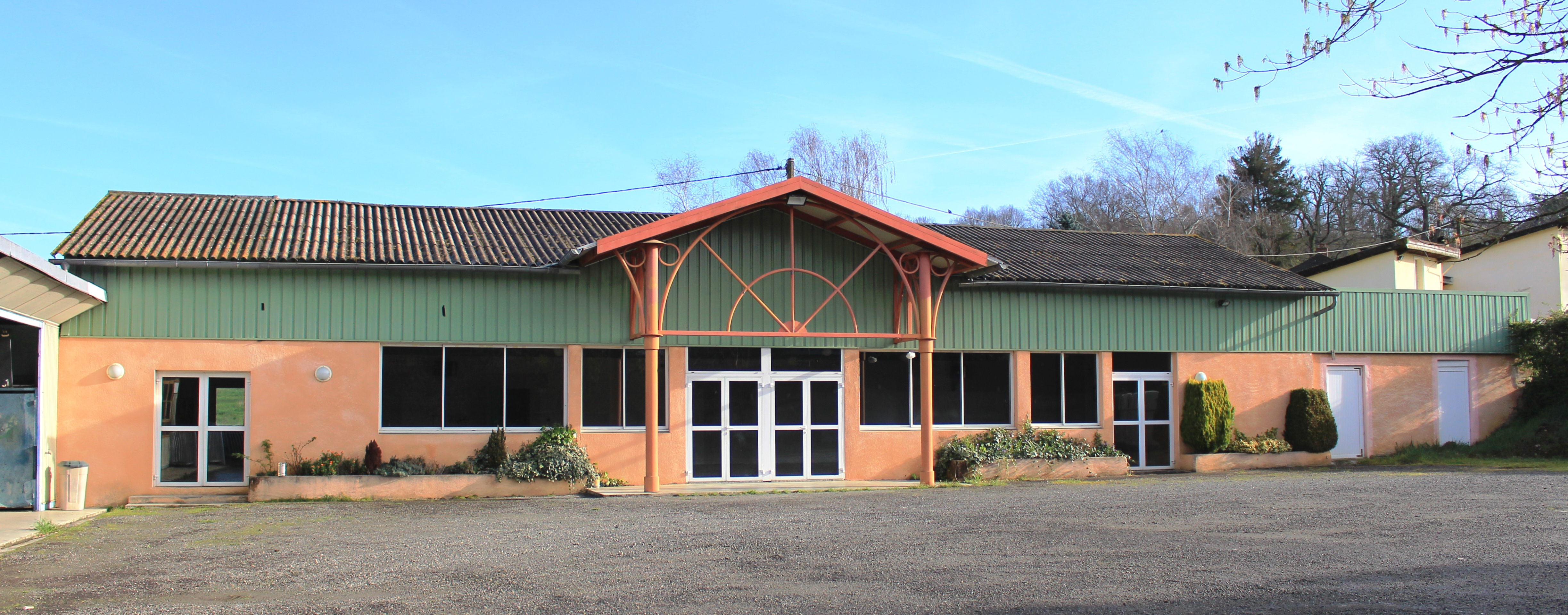
Le foyer rural d'Ozon en 2018.

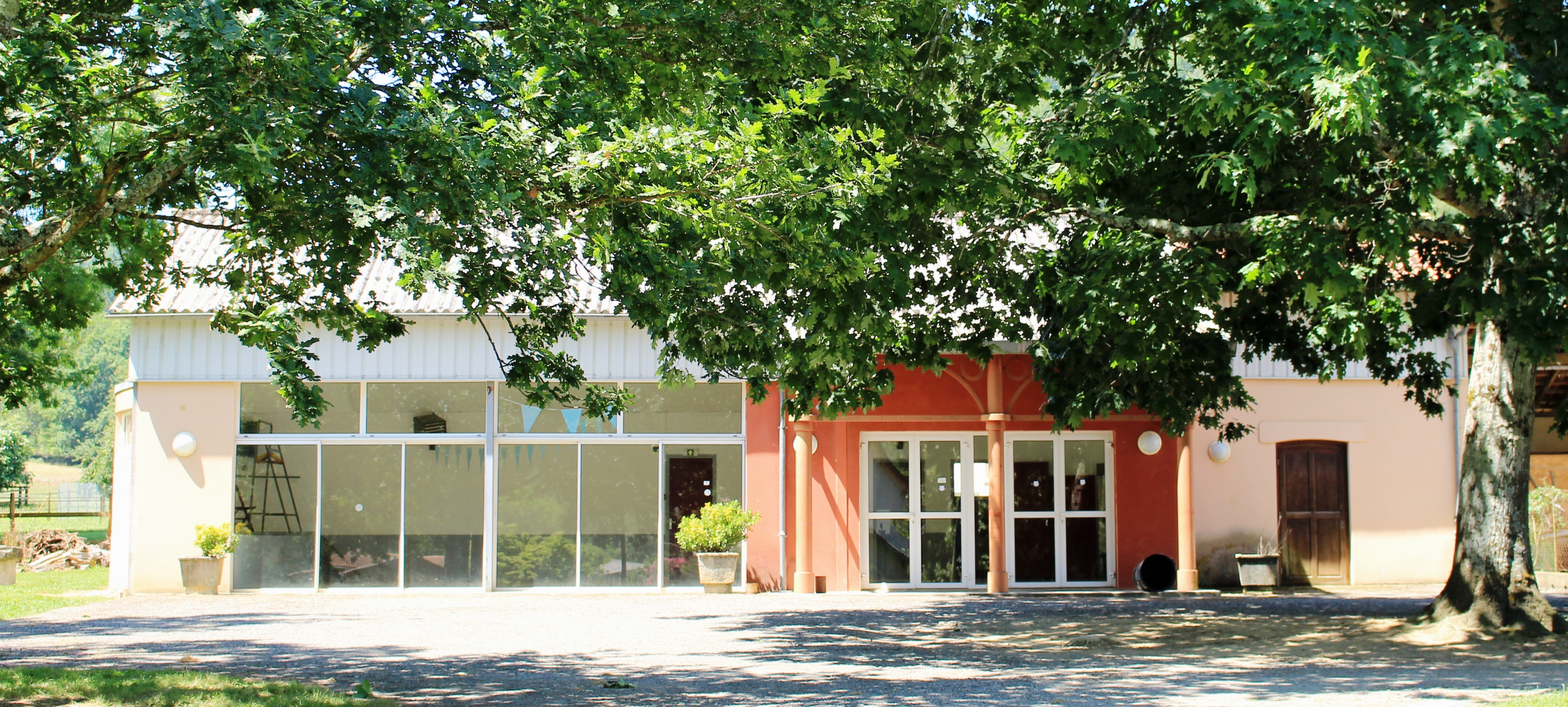
Le foyer rural d'Ozon-Darré en 2018.

### Liste des maires
| Période                                  | Période   | Identité            | Étiquette | Qualité |
| ---------------------------------------- | --------- | ------------------- | --------- | ------- |
| Les données manquantes sont à compléter. |           |                     |           |         |
|                                          |           |                     |           |         |
| mars 1995                                | mars 2001 | Hubert Marque       |           |         |
| mars 2001                                | mars 2020 | Gilles Lemasquerier |           |         |
| mars 2020                                | En cours  | Michel Larré        |           |         |

### Rattachements administratifs et électoraux

#### Historique administratif
Pays et sénéchaussée de Bigorre, quarteron de Tarbes, canton  de Tournay (depuis 1790).

#### Intercommunalité
Ozon appartient à la communauté de communes des Coteaux du Val d'Arros créée en janvier 2017 et qui réunit 54 communes.

## Population et société

### Démographie

#### Évolution démographique

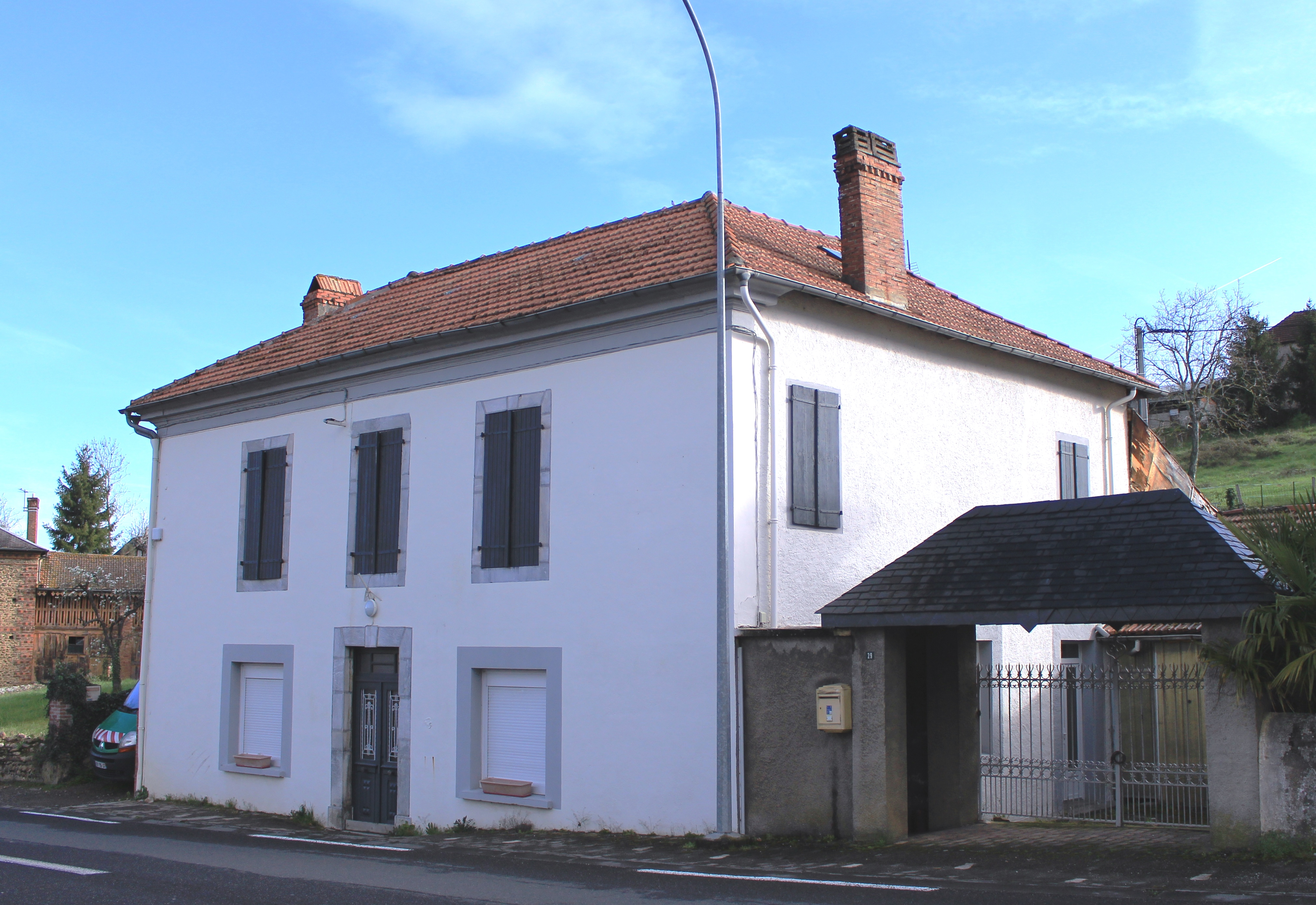
Ancienne mairie et école.

| 1793 | 1800 | 1806 | 1821 | 1831 | 1836 | 1841 | 1846 | 1851 |
| ---- | ---- | ---- | ---- | ---- | ---- | ---- | ---- | ---- |
| 625  | 555  | 574  | 609  | 786  | 799  | 817  | 779  | 821  |

| 1856 | 1861 | 1866 | 1876 | 1881 | 1886 | 1891 | 1896 | 1901 |
| ---- | ---- | ---- | ---- | ---- | ---- | ---- | ---- | ---- |
| 837  | 810  | 853  | 711  | 673  | 657  | 626  | 564  | 516  |

| 1906 | 1911 | 1921 | 1926 | 1931 | 1936 | 1946 | 1954 | 1962 |
| ---- | ---- | ---- | ---- | ---- | ---- | ---- | ---- | ---- |
| 514  | 507  | 402  | 392  | 365  | 355  | 354  | 375  | 443  |

| 1968 | 1975 | 1982 | 1990 | 1999 | 2005 | 2006 | 2010 | 2015 |
| ---- | ---- | ---- | ---- | ---- | ---- | ---- | ---- | ---- |
| 429  | 379  | 353  | 327  | 288  | 268  | 269  | 285  | 285  |

| 2020 | 2022 | - | - | - | - | - | - | - |
| ---- | ---- | - | - | - | - | - | - | - |
| 249  | 243  | - | - | - | - | - | - | - |

### Enseignement
La commune dépend de l'académie de Toulouse. Elle ne dispose plus d’une école depuis juillet 2017.
- École primaire.

## Économie

### Revenus
En 2018, la commune compte 116 ménages fiscaux, regroupant 251 personnes. La médiane du revenu disponible par unité de consommation est de 20 240 € (20 420 € dans le département).

### Emploi
|                | 2008  | 2013   | 2018   |
| -------------- | ----- | ------ | ------ |
| Commune        | 4,1 % | 11,8 % | 10,6 % |
| Département    | 7,7 % | 9,4 %  | 9,8 %  |
| France entière | 8,3 % | 10 %   | 10 %   |

En 2018, la population âgée de 15 à 64 ans s'élève à 152 personnes, parmi lesquelles on compte 77,3 % d'actifs (66,7 % ayant un emploi et 10,6 % de chômeurs) et 22,7 % d'inactifs,. En  2018, le taux de chômage communal (au sens du recensement) des 15-64 ans est supérieur à celui du département et de la France, alors qu'en 2008 la situation était inverse.
La commune fait partie de la couronne de l'aire d'attraction de Tarbes, du fait qu'au moins 15 % des actifs travaillent dans le pôle,. Elle compte 24 emplois en 2018, contre 25 en 2013 et 25 en 2008. Le nombre d'actifs ayant un emploi résidant dans la commune est de 104, soit un indicateur de concentration d'emploi de 22,7 % et un taux d'activité parmi les 15 ans ou plus de 51,4 %.
Sur ces 104 actifs de 15 ans ou plus ayant un emploi, 21 travaillent dans la commune, soit 20 % des habitants. Pour se rendre au travail, 85,4 % des habitants utilisent un véhicule personnel ou de fonction à quatre roues, 1 % les transports en commun, 2 % s'y rendent en deux-roues, à vélo ou à pied et 11,5 % n'ont pas besoin de transport (travail au domicile).

## Culture locale et patrimoine

### Lieux et monuments

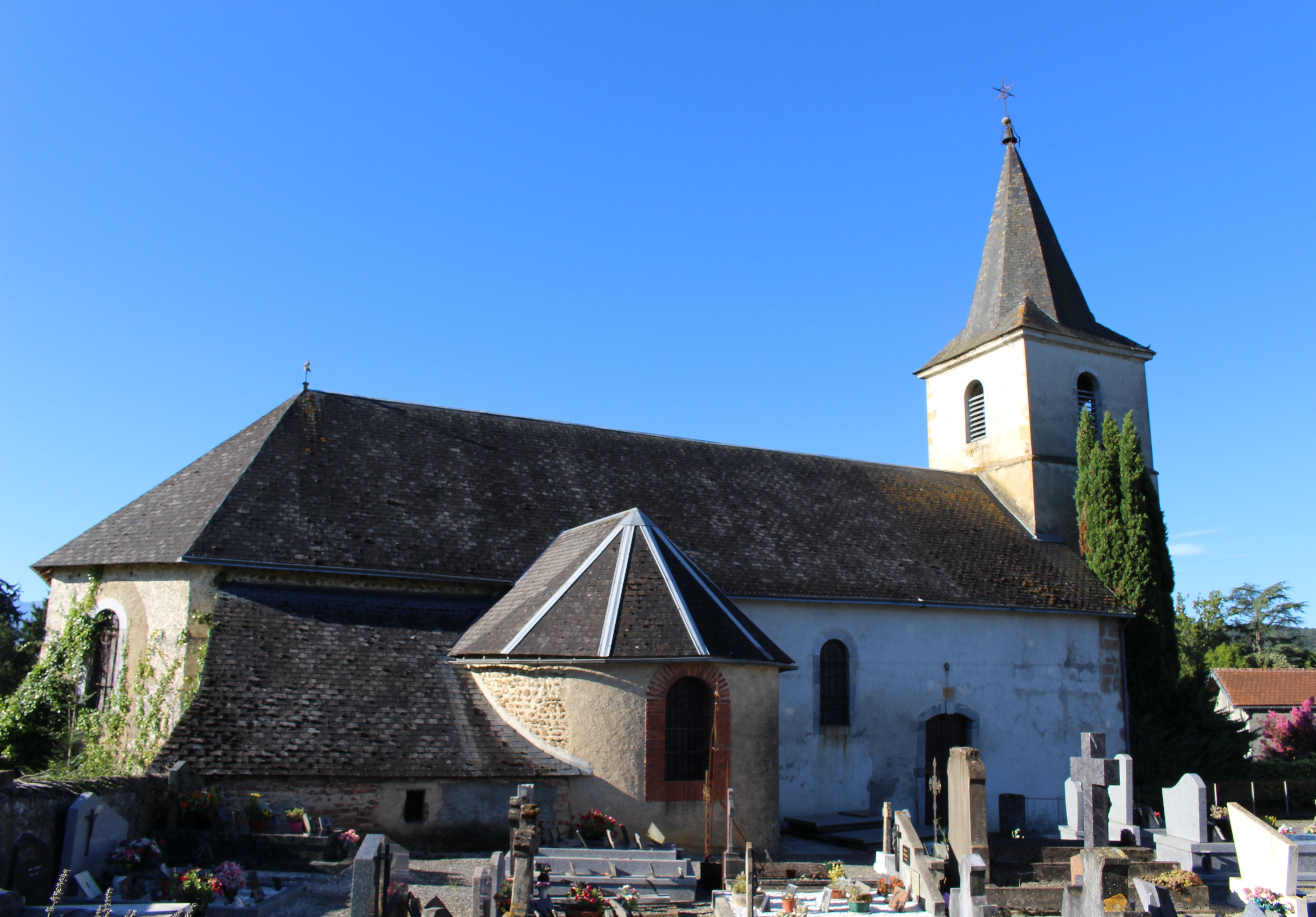
L'église de l'Assomption d'Ozon en 2014.

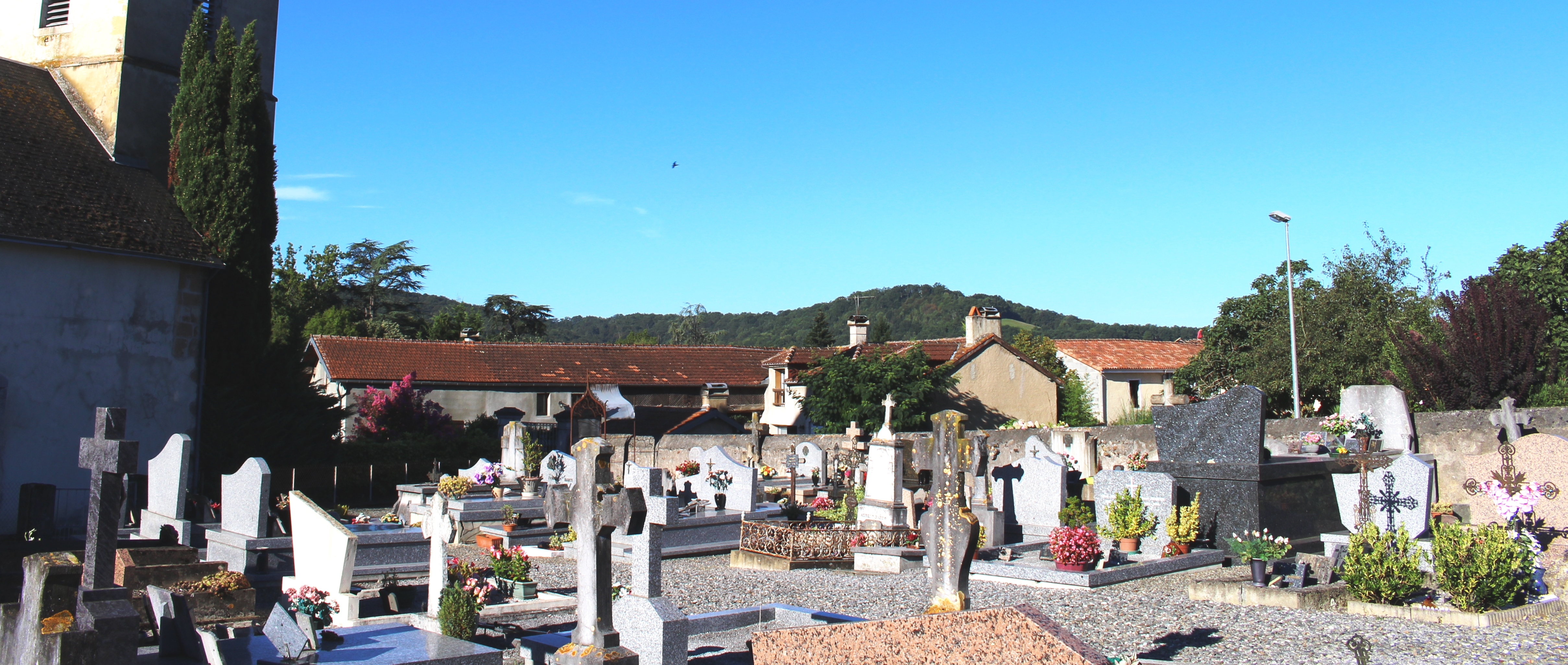
Le cimetière.

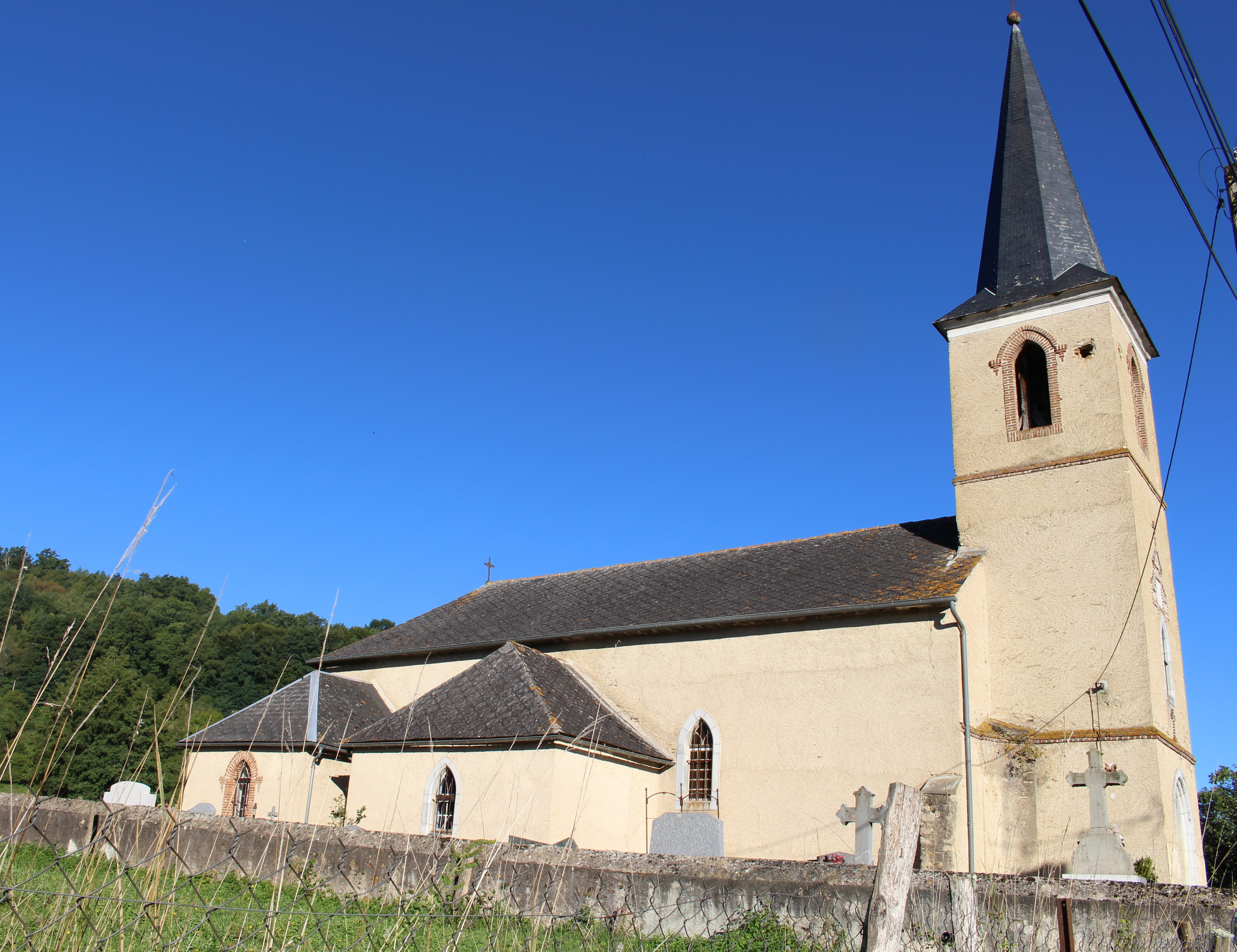
L'église d'Ozon-Darré en 2014.

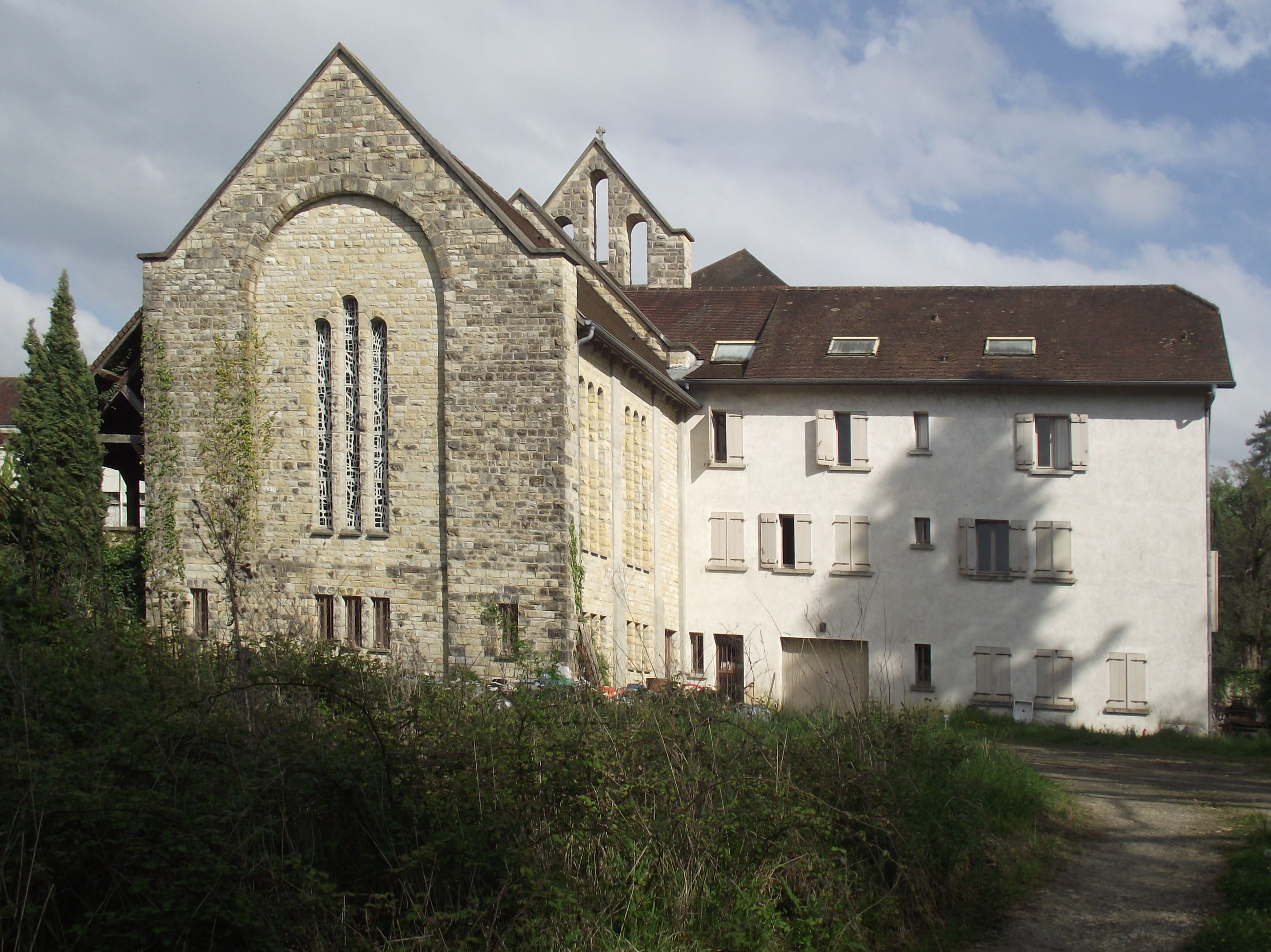
L'ancienne abbaye de l'Immaculée Conception.

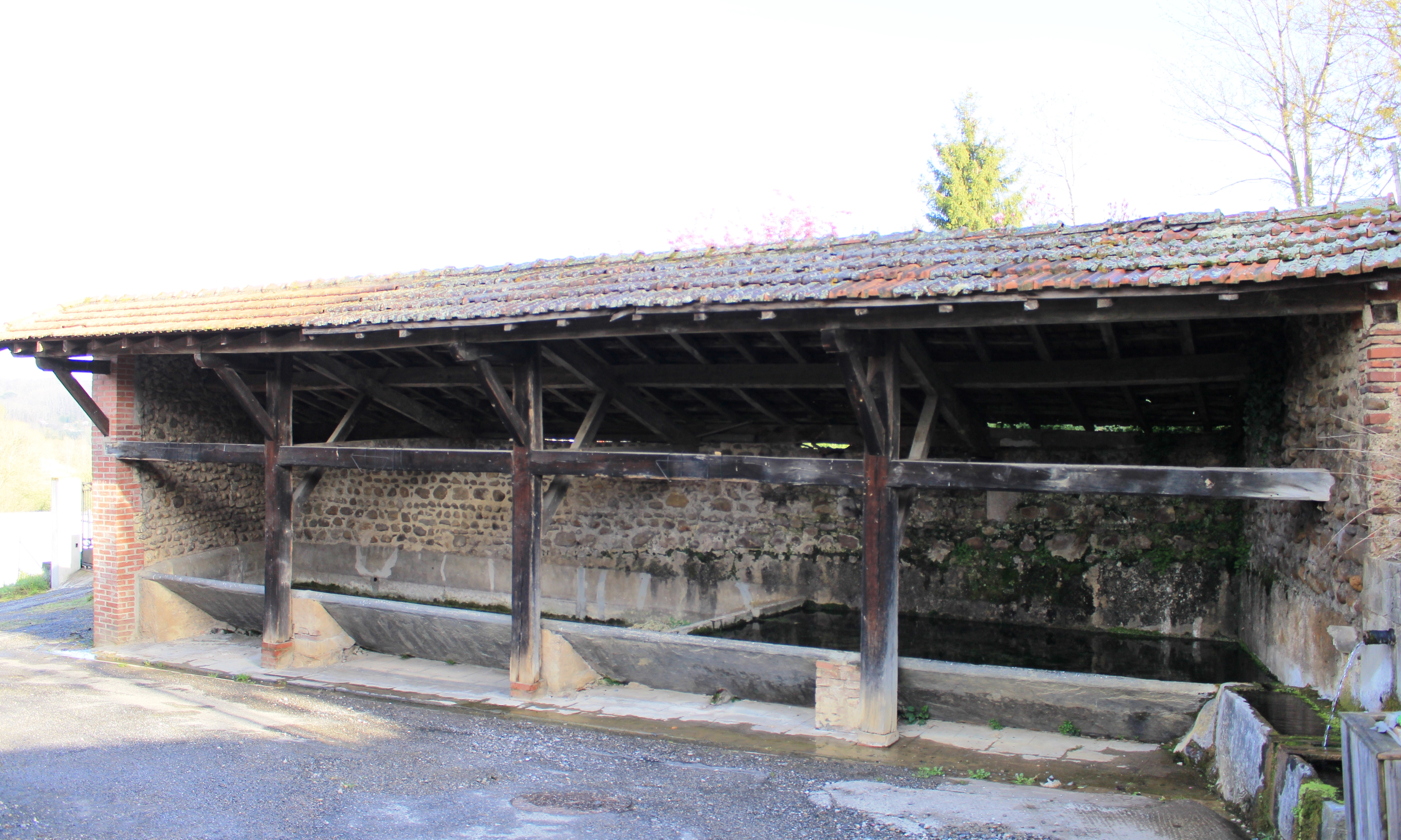
Le lavoir en 2018.

La commune comprend deux églises. La seconde se situe à Ozon-Darré.
- Église de l'Assomption d'Ozon.
- Abbatiale de l'Immaculée-Conception d'Ozon.
- Église d'Ozon-Darré.
- Lavoir.

Dans le cadre d'une société coopérative d'intérêt collectif (SCIC) l'ancienne abbaye d'Ozon se voit courant 2020 transformée par son propriétaire M. Gérard Mouronval en un lieu/éco-village ayant pour vocation de regrouper des habitations et des espaces destinés aux professionnels et associations : artistes, artisans, professions libérales, services à la personne, services sociaux et culturels, permaculture….

### Héraldique
| Blason | Blasonnement : D'azur à un canon d'or, l'affût de gueules avec sa roue aussi d'or, surmonté d'une fleur de lys du même. |